# Церковь Харитона Исповедника в Огородниках
Церковь Харитона Исповедника, что в Огородниках — утраченный православный храм, находившийся в Москве, в Большом Харитоньевском переулке, на месте нынешнего жилого дома № 13. В обиходе упоминалась как Харитоновская церковь, Харитоньевская церковь или Харитоноисповедническая церковь. Храм соответственно дал название Большому и Малому Харитоньевскому переулку.

## История
Впервые церковь была упомянута как деревянная в 1618 году. Главный престол был освящён в честь Владимирской иконы Божией Матери. В 1652 году по приказу царя вместо деревянной была возведена каменная церковь и добавлен придел святого Харитония. Связано это было с тем, что в день почитания этого святого, 28 сентября (по юлианскому календарю) 1645 года венчался на царство Алексей Михайлович. Церковь в Огородниках была единственной в Москве, посвящённая святому Харитону Исповеднику. 
В 1830-х годах церковь была реконструирована на средства Василия Сухово-Кобылина, отца философа Александра Сухово-Кобылина. Новая трапезная была сооружена по проекту архитектора Евграфа Тюрина. В конце XIX века в храме освятили престол святого Андрея Критского и провели «научную реставрацию» церкви, в которой принимал участие историк Иван Забелин. Был организован при храме, что было необычно для православных храмов Москвы, небольшой исторический музей, где выставлялись рукописи, книги, церковные облачения и фотографии фресок. 
Церковь была приходской для семьи Пушкиных, переехавшей сюда в 1797 году. В 1826 году здесь сочетался браком поэт Евгений Баратынский.
В 1918 году по просьбе общины настоятелем храма был назначен протоиерей Василий Ягодин, в будущем святой Русской православной церкви, причисленный к лику святых как священномученик.
Церковь была закрыта после 1929 года и разрушена в 1930-е годы. На её месте было построено типовое здание советской школы.
Иконостас с иконами XVII века, среди которых находился и древний храмовый образ святого Харитона, был передан Покровской церкви Троице-Сергиевой лавры.